# 東七根町
東七根町（ひがしななねちょう）は、愛知県豊橋市の地名。

## 地理
豊橋市南部に位置する。東は寺沢町、西は西七根町、南は遠州灘に接する。

### 河川
- 豊川用水東部幹線水路[1]

### 字一覧
- 足田口（あしだぐち）[WEB 5]
- 一の沢（いちのさわ）[WEB 5]
- 稲場（いなば）[WEB 5]
- 井領（いりょう）[WEB 5]
- 大山（おおやま）[WEB 5]
- 篭田（かごた）[WEB 5]
- 北浦（きたうら）[WEB 5]
- 暗リ谷（くらがりや）[WEB 5]
- 銭田（ぜにだ）[WEB 5]
- 坪尻（つぼじり）[WEB 5]
- 中井領（なかいりょう）[WEB 5]
- 西宝地道（にしほうじどう）[WEB 5]
- 西女松原（にしめまつばら）[WEB 5]
- 東大山（ひがしおおやま）[WEB 5]
- 東六ツ峰（ひがしむつみね）[WEB 5]
- 宝地道（ほうじどう）[WEB 5]
- 前（まえ）[WEB 5]
- 松端（まつはし）[WEB 5]
- 松前（まつまえ）[WEB 5]
- 山頭（やまがしら）[WEB 5]
- 山ノ神（やまのかみ）[WEB 5]

## 歴史

### 人口の変遷
国勢調査による人口および世帯数の推移。
| 1995年（平成7年）  | 147世帯 468人 |  |
| 2000年（平成12年） | 142世帯 454人 |  |
| 2005年（平成17年） | 145世帯 446人 |  |
| 2010年（平成22年） | 146世帯 421人 |  |
| 2015年（平成27年） | 129世帯 408人 |  |

### 沿革
- 江戸時代 - 三河国渥美郡七根村として所在[2]。幕府領[2]。
- 元和9年（1623年） - 旗本戸田氏知行となる[2]。
- 寛永20年（1643年） - 七根村が東西に分裂し、東七根村が成立[3]。旗本戸田忠次知行となる[2]。
- 1878年（明治11年） - 五並村の一部となる[3]。
- 1884年（明治17年） - 東七根村と西七根村の領域が五並村から分立し、七根村として独立する[3]。
- 1889年（明治22年） - 高根村大字七根となる[2]。
- 1906年（明治39年） - 高豊村大字七根となる[2]。
- 1955年（昭和30年） - 高豊村大字七根の一部により、豊橋市東七根町が成立[3]。
- 1962年（昭和37年） - 一部が豊栄町・天伯町に編入され、寺沢町の一部を編入する[3]。

## 交通
- 愛知県道東七根藤並線[1]
- 愛知県道伊良湖岬白須賀線[1]

## 施設
- 豊橋市南部農協高豊支所東七根出張所[1]
- 臨済宗妙心寺派東光寺[1]
- 御厨神社[1]
- 道の駅とよはし
- りすぱ豊橋

- 道の駅とよはし
- りすぱ豊橋

### WEB
1. ↑  “愛知県豊橋市の町丁・字一覧”.   人口統計ラボ. 2023年4月13日閲覧。
2. ↑  総務省統計局 (2017年1月27日). “平成27年国勢調査の調査結果(e-Stat) - 男女別人口及び世帯数 －町丁・字等” (CSV). 2021年7月21日閲覧。
3. ↑  “愛知県豊橋市の郵便番号一覧”.   日本郵便. 2023年4月13日閲覧。
4. ↑  “市外局番の一覧” (PDF).   総務省 (2022年3月1日). 2022年3月22日閲覧。
5. 1 2 3 4 5 6 7 8 9 10 11 12 13 14 15 16 17 18 19 20 21  “愛知県豊橋市 住所一覧から地図を検索”.   ONE COMPATH. 2023年8月17日閲覧。
6. ↑  総務省統計局 (2014年3月28日). “平成7年国勢調査の調査結果(e-Stat) - 男女別人口及び世帯数 －町丁・字等” (CSV). 2021年7月20日閲覧。
7. ↑  総務省統計局 (2014年5月30日). “平成12年国勢調査の調査結果(e-Stat) - 男女別人口及び世帯数 －町丁・字等” (CSV). 2021年7月20日閲覧。
8. ↑  総務省統計局 (2014年6月27日). “平成17年国勢調査の調査結果(e-Stat) - 男女別人口及び世帯数 －町丁・字等” (CSV). 2021年7月21日閲覧。
9. ↑  総務省統計局 (2012年1月20日). “平成22年国勢調査の調査結果(e-Stat) - 男女別人口及び世帯数 －町丁・字等” (CSV). 2021年7月21日閲覧。
10. ↑  総務省統計局 (2017年1月27日). “平成27年国勢調査の調査結果(e-Stat) - 男女別人口及び世帯数 －町丁・字等” (CSV). 2021年7月21日閲覧。

### 書籍
1. 1 2 3 4 5 6 7 8  「角川日本地名大辞典」編纂委員会 1989, p. 1794.
2. 1 2 3 4 5 6  「角川日本地名大辞典」編纂委員会 1989, p. 974.
3. 1 2 3 4 5  「角川日本地名大辞典」編纂委員会 1989, p. 1117.